# Modrzewski

Modrzewski

Modrzewski (Modrzejewski, Rygisz-Modrzewski, Rygisz-Modrzejewski) – kaszubski herb szlachecki, być może odmiana herbu Rudgis (Rygisz).

## Opis herbu
Opis z wykorzystaniem zasad blazonowania, zaproponowanych przez Alfreda Znamierowskiego:
W polu błękitnym u góry z prawej słońce z twarzą złote, w środku takiż księżyc z twarzą, w prawo, z lewej i u dołu pięć gwiazd złotych w półokrąg. Klejnot: nad hełmem w koronie mąż zbrojny z mieczem wzniesionym do cięcia. Labry błękitne, podbite złotem.

## Najwcześniejsze wzmianki
Herb wymieniany tylko przez Emiliana Szeligę-Żernickiego (Der polnische Adel, Die polnischen Stamwappen), na podstawie wizerunku z kościoła św. Bartłomieja w Gdańsku z 1708.

## Herbowni
Modrzewski (Modrzejewski). Być może jest to odmiana herbu Rygisz, wówczas przysługiwałby ten herb również Rygiszom-Modrzewskim.